# Knysna (fiume)
Il fiume Knysna (Knysna River in inglese, Knysnarivier in afrikaans) è un corso d'acqua sudafricano che scorre nella provincia del Capo Occidentale. Il fiume nasce nella catena dei monti Outeniqua, nella municipalità distrettuale di Eden, per poi proseguire verso l'oceano Indiano, nel quale sfocia con un largo estuario presso la città di Knysna che da esso prende il nome. Il suo corso, lungo circa 40 chilometri, non è navigabile se non nel suo tratto finale.